# République démocratique somalie
1969–1991
Entités précédentes :
- République somalie

Entités suivantes :
- Gouvernement intérimaire
- République du Somaliland

La République démocratique somalie (en somali : Jamhuuriyadda Dimoqraadiga Soomaaliya, en arabe : الصومالية الديمقراطية الشعبية , al-Jumhūrīyah ad-Dīmuqrāṭīyah aṣ-Ṣūmālīyah), nom également traduit par République démocratique de Somalie, ou République démocratique somalienne était le régime politique de la Somalie durant la présidence de Mohamed Siad Barre. 
Arrivé au pouvoir par le biais d'un coup d'État en 1969, Siad Barre s'aligne sur l'URSS et adopte l'idéologie communiste. En 1977, la guerre de l'Ogaden, qui oppose l'Éthiopie à la Somalie, amène cependant Siad Barre à se détacher de l'URSS : son régime, tout en conservant officiellement une orientation « socialiste », se rapproche ensuite des États-Unis et des monarchies arabes. Siad Barre, dont l'autorité s'est affaiblie avec les années, est chassé du pouvoir par la rébellion en 1991 ; le pays s'enfonce alors dans une guerre civile dont il n'est pas encore sorti.

## Historique

### Contexte
La Somalie est créée en juillet 1960 par l'union du territoire somalien sous tutelle italienne et de la Somalie britannique lorsqu'elles accèdent à l'indépendance presque simultanément.
À la suite du partage du littoral de la Corne de l'Afrique entre des puissances occidentales à la fin du XIXe siècle, les populations parlant le somali sont réparties entre plusieurs États dans la seconde moitié du XXe siècle : la Somalie, la côte française des Somalis (qui devient en 1967 le territoire français des Afars et des Issas et en 1977 la république de Djibouti), le Kenya et l'Éthiopie (y compris à partir de 1946 et 1955 le Haud et l'Ogaden sous administration britannique depuis 1941).
La république de Somalie se fonde idéologiquement sur la volonté de réunir au sein d'une Grande Somalie les « territoires somalis », symbolisés par les cinq branches de l'étoile qui orne son drapeau. Durant les années 1960, les tensions sont vives avec le Kenya ; la Somalie revendique également la Côte française des Somalis et connaît en 1964 un conflit avec l'Éthiopie à propos de l'Ogaden.
Au plan intérieur, la Somalie est, dans ses premières années, marquée par un grand immobilisme social, ne comptant qu'environ 50 000 salariés pour 3 millions d'habitants. La Ligue de la jeunesse somalienne, au pouvoir lors de l'indépendance, remporte la majorité absolue lors des premières élections en 1964, mais voit ensuite son action entravée par des conflits entre les personnalités politiques et les régions. L'intégration des anciens territoires italien et britannique s'avère difficile. Les pouvoirs publics passent un temps important à discuter des problèmes d'identité nationale et de choix de la langue officielle, négligeant les problèmes de développement et de lutte contre l'analphabétisme.
Le régime de Mohamed Siad Barre va promouvoir comme seule langue officielle le somali, qui s'écrira en alphabet latin et arabe à partir de 1971-1972. Mais le somali, même s'il était une langue importante de la Corne de l'Afrique, n'avait pas d'impact commercial international, au moment où les échanges commençaient à se globaliser. Négliger une langue, certes coloniale, comme l'anglais était une erreur, alors que de nombreux États africains avaient cette langue en langue officielle, ou l'utilisaient, comme le Soudan, ou l'Éthiopie. L'absence de l'anglais, de l'arabe ou de l'italien va peser lourdement par la suite sur le développement du pays.
Membre du mouvement des non-alignés, la Somalie établit, peu après son indépendance, des relations avec l'Union soviétique et la république populaire de Chine. Les bonnes relations avec l'URSS sont notamment favorisées par les prêts généreux accordés par l'État soviétique pour aider la Somalie à équiper ses forces armées. Dans le même temps, la Somalie reçoit de l'aide des pays occidentaux, notamment de la part de l'Italie, et les États-Unis coopèrent avec elle dans le domaine non militaire. La coopération militaire avec l'URSS contribue cependant à l'apparition, chez une partie des officiers de l'armée, de sympathies marxistes.

### Coup d’État de 1969
Le 15 octobre 1969, alors que le Premier ministre Mohamed Ibrahim Egal est en déplacement à l’étranger, le président Abdirashid Ali Shermarke est tué par l’un de ses gardes du corps, apparemment pour des raisons personnelles. Egal rentre à Mogadiscio pour assister à la désignation d’un nouveau président par l’Assemblée nationale. Le Premier ministre, pour assurer la succession de Shermarke, souhaite favoriser l'élection d'un Darod, l'ethnie du président assassiné. Cette option ne recueille pas la faveur d'une partie des militaires et le 21 octobre 1969, l’Assemblée nationale se préparant à approuver le choix d’Egal, l’armée et la police prennent le contrôle des endroits stratégiques de Mogadiscio et mettent en détention les membres du gouvernement et d’autres personnalités politiques importantes. La prise du pouvoir se déroule sans effusion de sang.
Les officiers ayant renversé le gouvernement se réunissent au sein du Conseil révolutionnaire suprême (CRS), dirigé par les généraux Mohamed Siad Barre et Salaad Gabeyre Kediye. Siad Barre, bien que ne figurant pas parmi les principaux acteurs du coup d'État, est élu à la présidence. Les partis politiques sont interdits, l'Assemblée nationale est dissoute et la Constitution est déclarée « suspendue ». Le CRS annonce son intention de mettre fin au tribalisme, au népotisme, à la corruption et à la mauvaise gestion. Le pays est rebaptisé République démocratique somalie. La Loi révolutionnaire numéro un est promulguée, conférant au CRS toutes les fonctions du président de la République, de l'Assemblée nationale et du Conseil des ministres. Tous les partis politiques sont interdits.

### Mise en place du régime
Le Conseil révolutionnaire suprême mis en place après le coup d'État fonctionne comme une junte militaire : composé de vingt-cinq membres, il est chargé de définir et d'appliquer les politiques de l'État et prend ses décisions lors d'un vote interne. Le détail des délibérations n'est que rarement publié. Les membres du CRS se rencontrent au sein de cabinets spécialisés pour aborder des sujets précis. Un secrétariat de quatorze membres, le Conseil des secrétaires d’État (CSE), tient lieu de cabinet ministériel et prend en charge la gestion gouvernementale au quotidien, mais demeure subordonné au CSA. Si la majorité des membres du CSE sont des civils, les principaux ministères sont détenus par des militaires jusqu’en 1974. Mohamed Siad Barre cumule les titres de chef de l'État, de président du Conseil révolutionnaire suprême, de président du Conseil des secrétaires d'État (étant donc simultanément chef de l'État et chef du gouvernement) et de commandant des forces armées. Plus que ses titres officiels, son pouvoir repose sur son autorité personnelle et sur sa capacité à gérer les rapports avec les clans et les ethnies. En février 1970, le CRS abroge la Constitution de 1960, suspendue depuis le coup d’État.

### Alignement sur l'URSS
La Somalie s'oriente après le coup d'État vers une alliance avec l'Union soviétique. Peu de temps après la prise du pouvoir, Étoile d'octobre, le journal officiel du CRS, publie un article consacré aux rapports entre socialisme et islam, condamnant le socialisme islamique jusque-là favorisé par la classe politique somalienne et affirmant que seul le socialisme scientifique permet d'assurer le développement du pays tout en respectant les valeurs musulmanes. L'URSS, en l'absence d'une classe ouvrière organisée en Somalie, doit adapter sa grille d'analyse pour jauger le nouveau régime et juge que l'armée constitue le corps social le plus « progressiste » dans le pays, ce qui permet d'approuver le putsch militaire. Les rapports des émissaires soviétiques envoyés sur place sont très positifs quant à l'évolution de la société et des institutions somaliennes. Le 12 mars 1970, le gouvernement rebaptise le stade de Mogadiscio du nom de Lénine. Le 15 octobre, à l'occasion du premier anniversaire de la prise du pouvoir, Mohamed Siad Barre proclame l'avènement d'un « socialisme somali », axé sur le « déchaînement des forces de production ». Le 16 novembre de la même année, Siad Barre arrive à Moscou en visite officielle et rencontre notamment Léonid Brejnev, Nikolaï Podgorny et Andreï Gromyko. Lors d'un banquet au Kremlin, Podgorny et Siad Barre échangent des déclarations d'amitié, le dirigeant somalien annonçant officiellement l'orientation de son pays vers le « socialisme scientifique ». Des accords de coopération sont signés, l'URSS s'engageant à aider la Somalie dans l'amélioration de ses infrastructures. Des étudiants somaliens sont envoyés dans les universités soviétiques : en 1974-75, plus de 1 000 Somaliens suivent des formations en URSS. Malgré les jugements défavorables des envoyés soviétiques quant au maintien par le CRS des références et des coutumes religieuses, l'URSS fonde de grands espoirs sur son aide au développement de la « jeune nation » somalienne qui constitue, au début des années 1970, l'un des principaux axes de son implication en Afrique. Le 8 juillet 1974, Nikolaï Podgorny arrive à Mogadiscio pour une visite d'État qui donne lieu trois jours plus tard à la signature d'un traité d'amitié de vingt ans entre l'Union soviétique et la République démocratique somalie. L'aide soviétique à la Somalie augmente, jusqu'à atteindre 80 millions de dollars à la fin de 1970. Le nombre de conseillers soviétiques passe de 190 à 900, dont 300 conseillers militaires, environ 100 conseillers économiques, et 500 ingénieurs, techniciens et enseignants. À partir de 1974, Cuba s'intéresse également à la Corne de l'Afrique : le régime de Fidel Castro envoie d'abord plusieurs dizaines de techniciens puis, en 1976, un contingent d'environ 500 coopérants militaires.

### Politiques intérieure et extérieure

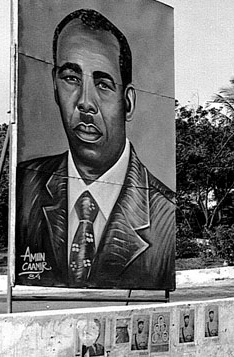
Portrait de Mohamed Siad Barre à Mogadiscio.

En 1970, le CRS institue des cours nationales de sécurité et des procureurs militaires. Opérant en dehors du système judiciaire civil, les cours de sécurité sont chargées de repérer les activités considérées comme « antirévolutionnaires ». Le code civil unifié de 1973 remplace les diverses lois héritées du Royaume-Uni et de l’Italie et restreint le pouvoir des tribunaux appliquant la charia. Le nouveau régime étend la peine de mort et les peines d’emprisonnement aux délits de droit commun, ce qui abroge formellement la responsabilité collective sous la forme de la diya (« prix du sang »). Une politique de nationalisations et de contrôle des prix est mise en œuvre, et des communautés de travailleurs, fonctionnant sur un mode autogestionnaire, sont créées.
Le CRS s'emploie à réduire l'influence des structures sociales traditionnelles, luttant contre le tribalisme et le nomadisme. La carte des provinces est remaniée pour réduire l’influence des clans. À l'occasion de la sécheresse de 1975, qui touche durement les exportations de bétail et de bananes, le gouvernement sédentarise entre 140 000 et 150 000 bergers nomades dans des fermes communautaires ou des communautés de pèche. Leur niveau de vie augmente mais cela ne fait pas disparaître le nomadisme, ni le sentiment d’appartenance clanique. Les tentatives du Conseil d’améliorer le statut des femmes se heurtent au poids de la tradition, malgré les efforts de Mohamed Siad Barre de faire accepter ces réformes comme conformes aux principes de l’islam. Le poids de la religion musulmane dans la société somalienne pousse le gouvernement à insister sur la compatibilité du socialisme avec l'islam ; les clans et les ethnies continuent également de peser sur l'organisation sociale somalienne, et les liens du sang, voire le népotisme pur et simple, restent prépondérants au sein du nouveau régime.
Si les Soviétiques considèrent les militaires comme porteurs de la tendance « progressiste » dans le pays, ils font par ailleurs pression sur le gouvernement somalien pour que soit formé un parti unique qui assurerait la ligne politique de l'État. Le 21 octobre 1973, Siad Barre annonce le projet de formation d'une organisation politique, issue de la « volonté des masses » et fondée sur le « socialisme scientifique ». Bien que vague quant au calendrier de formation du parti et à son contenu idéologique, l'annonce du président somalien est alors suffisante pour rassurer les Soviétiques et garantir le maintien de leur aide. Siad Barre semble avoir considéré la formation d'un parti comme nécessaire pour raviver le soutien de la population, dont l'enthousiasme pour la « révolution » de 1969 avait beaucoup décliné ; la formation d'un parti a entre autres pour avantages de servir à diffuser un culte de la personnalité autour du dirigeant somalien.
La construction du « socialisme » en Somalie est alors supervisée par le Conseil révolutionnaire suprême, Siad Barre précisant que, si l'expérience des autres États socialistes sera évidemment prise en considération, l'idéologie devra être adaptée aux conditions spécifiques du pays. Le bureau du CRS chargé des relations publiques (puis de l'« administration politique nationale » met en place dans le pays des « centres d'orientation » dans toutes les zones d'habitat permanent du pays, en vue d'inculquer à la population des « idéaux socialistes ». Les Soviétiques portent un jugement mitigé sur le travail des centres d'orientation, dont les résultats sont inégaux du fait du fort taux d'analphabétisme dans le pays. Avec l'aide de l'URSS, le Conseil révolutionnaire suprême crée une organisation de jeunesse, les « Pionniers de la victoire », sur le modèle des Komsomol soviétiques. Est également mise sur pied, avec l'aide de l'URSS et de la RDA, une police secrète, le Service national de sécurité, dirigé par le colonel Ahmed Suleiman Abdulleh, beau-frère de Siad Barre, et ayant pour fonction de quadriller la population et d'empêcher la formation de groupes d'opposants. En 1972, le chef du KGB, Iouri Andropov, se rend en Somalie pour vérifier les progrès de l'appareil de sécurité somalien. L'année suivante, Ahmed Suleiman Abdulleh effectue un voyage d'études en URSS.
Grâce à l'aide soviétique, la République démocratique somalie peut lancer d'ambitieux programmes de construction d'infrastructures. En 1972, Siad Barre choisit l'alphabet latin comme système de retranscription officielle du somali ; s'ensuit une campagne à grande échelle d'alphabétisation et de développement de l'enseignement dans le pays. L'État développe un système de santé publique et une nouvelle faculté de médecine est mise sur pied à Mogadiscio. Des centres vétérinaires sont développés à travers le pays pour assurer les soins du cheptel. Sur le plan économique, malgré les déclarations de Siad Barre sur la nécessité de construire « une structure complètement socialiste » et une campagne de nationalisations en mai 1970 (concernant toutes les banques du pays, les compagnies pétrolières, les compagnies d'assurance et le secteur de l'import-export), la Somalie demeure pour l'essentiel sous un régime d'économie mixte. Les analystes soviétiques expriment néanmoins leur satisfaction quant à l'« orientation socialiste » de la Somalie, du fait des progrès du secteur de l'économie étatisée et des efforts de transformation sociale, notamment à travers la lutte contre le tribalisme. Le marxisme-léninisme devient une matière obligatoire à l'université nationale somalienne.
La République démocratique somalie est néanmoins désireuse d'obtenir d'autres soutiens que la seule aide de l'URSS et du bloc de l'Est. En 1974, avec le soutien de l'Arabie saoudite et de l'Égypte qui souhaitent réduire sa dépendance envers l'Union soviétique, la Somalie adhère à la Ligue arabe et se voit alors promettre de l'aide par le Koweït, les Émirats arabes unis, la Libye, l'Irak, l'Arabie saoudite et l'Égypte. En juin de cette même année, le pays prend la présidence de l'Organisation de l'unité africaine ; Siad Barre en profite pour faire pression sur la France en faveur de l'indépendance de Djibouti, qu'il semble avoir envisagé de réunir à la Somalie dans le cadre d'une grande nation des Somalis. Outre des avantages financiers et géopolitiques, la Somalie en retire une certaine marge d'action vis-à-vis de l'URSS, tout en devenant dans le même temps plus sensible à l'influence de certains membres anti-soviétiques de la Ligue arabe, comme l'Arabie saoudite.
En juin 1976, le parti unique du régime, le Parti socialiste révolutionnaire somalien, est fondé au cours d'un congrès inaugural. Parmi les décisions votées figure celle de la constitution du comité central, composé de l'ensemble des militaires membres du Conseil révolutionnaire suprême, auxquels s'ajoutent plusieurs ministres et des personnalités civiles. Le 1er juillet, le Conseil révolutionnaire est dissous, mais le pouvoir décisionnel demeure dans les faits entre les mains du petit groupe de militaires, anciens membres de la junte militaire et désormais chefs du bureau politique du parti. Le 25 janvier 1977, une loi définit les rapports du parti et de l'État : le parti unique décide des politiques publiques, tandis que le gouvernement a pour fonction de surveiller leur mise en œuvre.

### Guerre de l'Ogaden et rupture avec l'URSS
Jusqu'aux proclamations des régimes communistes de l'Angola et du Mozambique et du Bénin, la Somalie communiste reste le principal allié de l'URSS en Afrique subsaharienne, et le seul pays à se réclamer ouvertement du marxisme-léninisme, avec la république populaire du Congo. Le contexte change lors du renversement de l'empire d'Éthiopie par le Derg : pays plus grand, plus peuplé et plus développé que la Somalie, l'Éthiopie représente un allié potentiellement très intéressant pour les Soviétiques, qui semblent avoir envisagé de s'établir en tant que puissance étrangère dominante dans la Corne de l'Afrique. Or, une rivalité ancienne oppose la Somalie à l'Éthiopie, dont elle n'accepte pas la domination « coloniale » sur des territoires peuplés de Somalis. L'URSS tente tout d'abord d'aplanir les différences entre les deux pays en leur proposant de s'unir au sein d'une « confédération marxiste-léniniste » ; s'ils voient d'un très bon œil les réformes radicales du Derg, bien plus poussées que celles réalisées en Somalie, les Soviétiques ne souhaitent aucunement sacrifier leur alliance avec la Somalie. En mars 1977, lors d'un sommet secret tenu à Aden, Fidel Castro propose la réunion au sein d'une confédération régionale de l'Éthiopie, de la Somalie, de Djibouti et de la république démocratique du Yémen ; les autorités somaliennes refusent tout net, portant un coup non seulement aux ambitions régionales de l'URSS, mais à leur alliance avec celle-ci.
En juillet 1977, profitant de la faiblesse militaire éthiopienne après le retrait de l'aide militaire américaine, la République démocratique somalie passe à l'offensive dans le but d'annexer l'Ogaden et pénètre en territoire éthiopien, déclenchant la guerre de l'Ogaden avec le soutien du Front de libération de la Somalie occidentale. Acculée à choisir entre deux alliés régionaux, l'URSS décide de prendre le parti de l'Éthiopie, dont le poids démographique et la position géographique offrent plus d'avantages. En novembre 1977, la Somalie dénonce les accords passés avec l'URSS et expulse les conseillers soviétiques et cubains. Ce renversement de situation bénéficie cependant à l'Éthiopie : le Gouvernement militaire provisoire de l'Éthiopie socialiste dirigé par Mengistu Haile Mariam reçoit l'aide militaire de Cuba et de l'URSS, alors que la Somalie en est privée dans le même temps ; l'armée éthiopienne repousse finalement les troupes somaliennes hors de son territoire,.

### Réorientation politique
Le flot de réfugiés qui accompagne la défaite a de graves conséquences sur l’économie somalienne et conduit le pays à faire appel à l’aide humanitaire. Plusieurs centaines de milliers de réfugiés — les ONG établissant leurs calculs sur une estimation de 650 000 personnes — vivent dans des camps dans diverses régions de Somalie. Politiquement, la rupture avec l'URSS entraîne une mise au second plan de l'idéologie marxiste-léniniste. Dès la rupture avec l'URSS, la Somalie commence à se rapprocher des États-Unis : en 1980, le réchauffement des relations américano-somaliennes aboutit à un accord militaire qui permet à l'armée américaine d'utiliser plusieurs bases en Somalie. Durant les années 1980, la République démocratique somalie devient de plus en plus dépendante de l'aide des pays arabes comme le Koweït et l'Arabie saoudite. À l'opposé, elle rompt en 1981 ses relations diplomatiques avec la Jamahiriya arabe libyenne, du fait du soutien du colonel Kadhafi à l'Éthiopie durant la guerre de l'Ogaden.
La défaite alimente le mécontentement intérieur et des groupes d’opposition apparaissent. Mohamed Siad Barre intensifie la répression, multipliant les emprisonnements, les actes de torture et les exécutions sommaires à l’encontre des opposants et des clans soupçonnés de s’être livrés à des actes de résistance.
Le 21 octobre 1979, la République démocratique somalie adopte sa constitution, alors que le pays en était privé depuis dix ans. L'article 1 définit le pays comme « un État socialiste dirigé par la classe laborieuse », et faisant partie intégrante des entités arabe et africaine. L'article 3 fait de l'islam la religion d'État et du somali et de l'arabe les langues officielles. Le rôle de parti unique du Parti socialiste révolutionnaire somalien est réaffirmé - entre autres - par le Titre II de la Constitution. Entre 1980 et 1982, la Constitution est suspendue et le Conseil révolutionnaire suprême reformé pour rétablir la sécurité dans le pays ; la Constitution est ensuite rétablie,.
L'alliance des pays occidentaux avec la Somalie s'avère difficile et conditionnelle. Les nouveaux alliés du pays font pression sur Siad Barre pour qu’il libéralise l’économie et la politique, et pour qu’il renonce aux revendications territoriales de la Somalie sur des terres appartenant à l’Éthiopie et au Kenya. En réponse, Siad Barre organise en décembre 1979 des élections, qui voient la formation d’un parlement populaire, dont la totalité des membres appartient au Parti socialiste révolutionnaire somalien. Les États-Unis, quant à eux, sont réticents à accorder à la Somalie une aide militaire et économique supérieure au minimum nécessaire à la sécurité régionale : l'aide américaine passe de 34 millions de dollars en 1984 à 8,7 en 1987. Par ailleurs, dans les années 1980, la Somalie noue également des relations avec la république populaire de Chine, qui lui fournit un important soutien en matière d'armement.

### Déclin du pouvoir de Mohamed Siad Barre

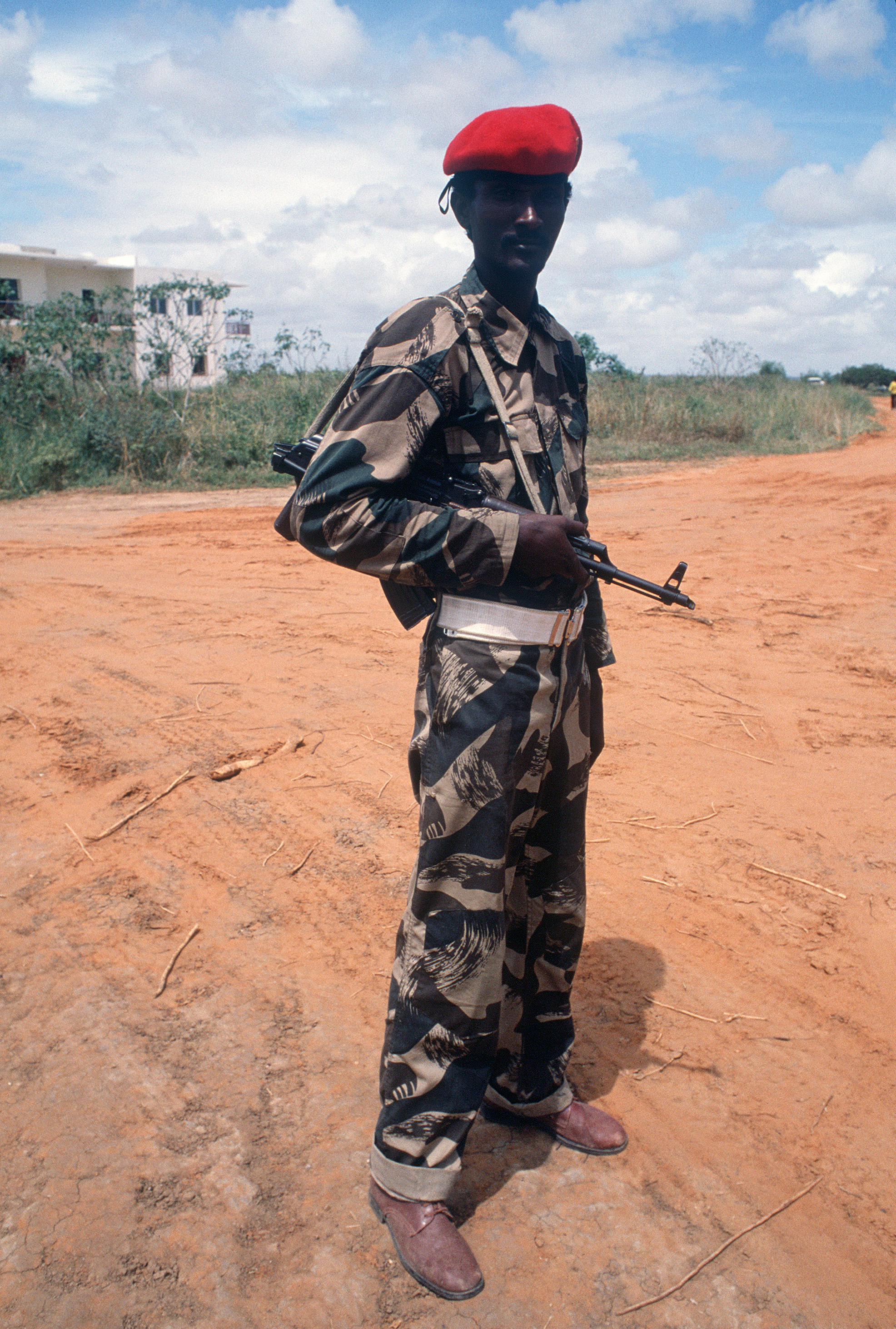
Béret rouge de l'armée nationale somalienne, en 1983.

En février 1982, Mohamed Siad Barre se rend en visite officielle aux États-Unis après avoir libéré deux prisonniers politiques détenus depuis 1969, dont l’ancien Premier ministre Mohamed Ibrahim Egal. Le 7 juin cependant, il fait arrêter dix-sept personnalités politiques ; leur emprisonnement crée une atmosphère de terreur et cause la désaffection de plusieurs clans, qui joueraient ensuite un rôle clé dans la chute du régime de Siad Barre. L’insécurité politique augmente d’un cran lorsque des dissidents, alliés à des unités armées éthiopiennes, entreprennent des raids frontaliers dans les régions du Mudug et du Boorama. À la mi-juillet, les rebelles envahissent le Centre de la Somalie, menaçant de couper le pays en deux. Le gouvernement décrète l’état d’urgence dans la zone de combats et demande de l’aide à l’Occident pour repousser l’attaque.
Le pouvoir de Siad Barre commence à s’effriter malgré le soutien verbal de la Ligue arabe à la conférence de septembre 1982 et les entraînements prodigués par les forces américaines de déploiement rapide. En décembre 1984, il révise la Constitution pour introduire l’élection du président au suffrage universel direct, au lieu de l’élection par l’Assemblée nationale. Sur le plan diplomatique, il signe un accord avec le Kenya par lequel la Somalie renonce définitivement à ses revendications territoriales, ce qui pacifie les relations entre les deux pays. Cette avancée diplomatique est cependant éclipsée par la visite de Pik Botha, ministre des Affaires étrangères de l’Afrique du Sud, venu négocier, en échange d’armes, un droit d’atterrissage pour les avions sud-africains.
À la fin de l’année 1984, le Front de libération de la Somalie occidentale annonce un cessez-le-feu temporaire dans le cadre de son conflit contre l’Éthiopie, en raison de la sévère famine qui ravage alors l’Ogaden et de tensions internes. Des dissidents à l’intérieur du FLSO ont alors le sentiment que Mogadiscio s’est servi de leur aspiration à l’auto-détermination au profit d’une politique expansionniste et décident de soutenir une autonomie basée sur une union fédérale avec l’Éthiopie. Siad Barre perd ainsi la possibilité de soutenir les activités anti-éthiopiennes en Ogaden en rétorsion contre l'aide apportée par l’Éthiopie aux opposants somaliens.
Pour sortir de son isolement diplomatique, la Somalie renoue ses relations avec la Libye, suspendues depuis 1977 du fait du soutien de cette dernière à l’Éthiopie pendant la guerre de l’Ogaden. En janvier 1986, Siad Barre rencontre le chef d’État éthiopien Mengistu Haile Mariam à Djibouti pour discuter de la frontière encore indéterminée entre leurs deux pays. Les deux dirigeants promettent d’échanger les prisonniers capturés pendant la guerre de l’Ogaden et de cesser de soutenir leurs opposants respectifs, mais ces accords ne sont pas suivis d'effet.
En mai 1986, Siad Barre est gravement blessé dans un accident de la route. Son vice-président, Mohammed Ali Samatar (en), assure l'intérim du pouvoir durant plusieurs mois. Si le président reprend ensuite ses fonctions, son âge et son médiocre état de santé font peser une grande incertitude quant au futur du régime, en l'absence d'héritier politique crédible et incontesté. Durant la décennie 1980, l'aide occidentale, en provenance entre autres de l'Allemagne de l'Ouest, de l'Italie et des États-Unis, continue d'être versée pour soutenir ce qui est perçu comme une transition vers l'économie de marché, mais la politique économique somalienne, mal gérée par une bureaucratie très peu formée, se dégrade dangereusement. En 1987, le gouvernement somalien tente de revenir à un contrôle de l'État sur les échanges et le cours la monnaie. Pour payer l'aide alimentaire occidentale, la Somalie émet massivement des devises, qui ne reposent pas sur des réserves existantes : le résultat est une inflation massive et une nouvelle dégradation de l'économie somalienne.
En 1987, la Somalie se brouille avec le Royaume-Uni après que le ministre des Affaires étrangères et frère du président, Abdirahmaan Jaama Barré (en), ait accusé la BBC de propagande anti-somalienne. Amnesty International et Africa Watch font état de graves violations des droits humains et le Congrès des États-Unis réduit considérablement les aides au pays. Sur le plan économique, le FMI et la Banque mondiale font pression à plusieurs reprises sur le régime pour que ce dernier libéralise le marché et dévalue le shilling somalien, afin que son cours officiel reflète sa véritable valeur. Voyant sa popularité décliner et devant faire face à une résistance interne armée et bien organisée, Siad Barre fait régner la terreur dans les clans Majeerteen, Hawiye et Isaaq, en s’appuyant sur les Bérets rouges (Duub Cas), une unité spéciale recrutée dans le clan Marehan, dont lui-même est issu (voir : génocide des Isaaq). La torture et les arrestations arbitraires sont pratiquées au quotidien par les autorités dans Mogadiscio. Le 14 juillet 1989, les Bérets rouges massacrent 450 civils manifestant contre l’arrestation de chefs spirituels musulmans, et font plus de 2 000 blessés. Le lendemain, 47 membres du clan Isaaq sont sommairement exécutés. Ces deux événements poussent les États-Unis à retirer tout soutien à la République démocratique somalie et rendent le régime encore un peu plus exsangue. En juillet 1990, Siad Barre fait condamner à mort 46 opposants qui avaient signé une pétition réclamant des élections et le respect des droits de l’homme. Les émeutes qui éclatent durant le procès paralysent la capitale. Le 13 juillet, ébranlé, Siad Barre abandonne les poursuites contre les accusés et, reconnaissant sa défaite, se retire dans son bunker pour échapper à la vindicte populaire tandis que l'opposition célèbre sa victoire dans les rues de la capitale.

### Génocide des Isaaq (1987 - 1989)
Le génocide des Isaaq (somali : Xasuuqii beesha Isaaq, arabe : الإبادة الجماعية لقبيلة إسحاق,) ou holocauste Hargeisa est le massacre systématique  de civils Isaaq entre 1987 et 1989 par la République démocratique somalie et avec sa complicité sous la dictature de Mohamed Siad Barre au cours de la Révolution somalienne,. Ce massacre a causé la mort, selon plusieurs sources, de 50 000 à 100 000 civils,, ou, selon les analyses locales, jusqu'à 200 000 civils Isaaq.

### Chute du régime
Alors que l'impopularité du régime est croissante, des groupes rebelles comme le Mouvement national somalien se développent, notamment dans le Nord du pays. Le Congrès de la Somalie unie, issu pour l'essentiel du clan Hawiye et dont la branche militaire est dirigée par Mohammed Farah Aïdid, est fondé à Rome en 1989 et bénéficie du soutien de la république démocratique populaire d'Éthiopie. Le Mouvement national somalien, lui, multiplie les attaques dans des localités nordistes à la fin des années 1980.
En avril 1990, un groupe de personnalités modérées, parmi lesquelles l'ancien président Aden Abdullah Osman Daar, publie un manifeste réclamant la formation d'un gouvernement de transition et une réconciliation avec les groupes insurgés. Mohamed Siad Barre réagit en faisant incarcérer les membres du « groupe du manifeste ». À la mi-1990, insécurité et émeutes vont croissant à Mogadiscio, alors que Siad Barre semble perdre pied face à la situation et ne plus avoir les moyens ni politiques ni militaires de faire respecter son autorité.
La communauté internationale prend conscience de la situation en Somalie et du risque d'une transition politique violente : le Secrétaire d'État américain James Baker avertit le gouvernement somalien que les États-Unis suspendraient toute forme d'aide si les droits de l'homme n'étaient pas respectés en Somalie. Aucun plan concerté n'est cependant mis en œuvre par les pays étrangers pour empêcher la situation de dégénérer. L'Italie tente de jouer les médiateurs et demande au ministre des Affaires étrangères égyptien Boutros Boutros-Ghali d'organiser, en décembre 1990, des pourparlers entre Siad Barre et l'opposition. Le chaos gagne Mogadiscio, où la violence amène pratiquement toutes les ambassades, ONG et organisations internationales à fermer leurs bureaux. Dans la nuit du 5 au 6 janvier 1991, des diplomates de divers pays sont évacués par hélicoptère depuis l'ambassade des États-Unis. Le 27 janvier, Siad Barre lui-même fuit la capitale à bord d'un tank, pour rejoindre la région de Gedo. Les membres de son clan, les Darod, fuient également la capitale. Les forces du Congrès de la Somalie unie prennent le contrôle de la capitale et d'une partie du Nord du pays. Les différentes factions de l'opposition n'ont néanmoins pas les capacités, militaires ou politiques, de remettre sur pied l'appareil de l'État somalien.
En avril, Siad Barre tente une contre-offensive, repoussée par les troupes de Mohammed Farah Aïdid. Durant leur retraite, les forces de Siad Barre pratiquent une politique de la terre brûlée, détruisant les villages et les récoltes. Des centaines de milliers de Somaliens issus des régions rurales fuient vers le Kenya, l'Éthiopie, ou les centres urbains. Siad Barre finit par fuir au Kenya, d'où il se réfugie ensuite au Nigéria ; il y meurt en exil en 1995. Ali Mahdi Mohammed, chef de la faction du Congrès de la Somalie unie liée au groupe du manifeste, se proclame entretemps président par intérim, mais son rival Mohammed Farah Aïdid récuse son autorité.
À partir de février 1991, les différentes factions au sein du Congrès de la Somalie unie s'affrontent de manière régulière. En mai 1991, le Somaliland proclame son indépendance. En juillet 1991, une conférence internationale se tient à Djibouti réunissant, en présence de représentants de nombreux pays, les membres de six factions rivales (le Mouvement national somalien ayant refusé d'y participer) : le 21 juillet, des accords sont signés, prévoyant une période de transition de deux ans durant laquelle l'autorité, en attendant l'organisation d'élections libres, sera exercée en Somalie par un gouvernement intérimaire. La Constitution de 1960 est décrétée à nouveau en vigueur pour la durée de la transition et Ali Mahdi Mohammed est proclamé, en vertu des accords, président par intérim de la République somalie. Les accords et le calendrier ne sont cependant pas respectés : dès novembre 1991, les combats reprennent dans Mogadiscio. L'autorité du gouvernement central s'effondre totalement et la Somalie s'enfonce à nouveau dans la guerre civile.